# مركز سلي مان
مركز سليمان (المعروف سابقًا باسم مركز غوالف للرياضة والترفيه ) هو منشأة متعددة الأغراض تتسع لـ 4715 مقعدًا في غوالف، أونتاريو، كندا. استضاف مركز سليمان حفلات موسيقية وفعاليات رياضية وعائلية، بالإضافة إلى معارض تجارية ومؤتمرات. وهو مقر فريق غوالف ستورم التابع لدوري أونتاريو للهوكي للناشئين. استضافت الساحة كأس ميموريال لعام 2002 وبطولة كأس المؤسسين لعام 2008.

## روابط خارجية
- الموقع الرسمي لمركز سليمان
- عاصفة جويلف